# العلاقات اليمنية الغينية
العلاقات اليمنية الغينية هي العلاقات الثنائية التي تجمع بين اليمن وغينيا.

## مقارنة بين البلدين
هذه مقارنة عامة ومرجعية للدولتين:
| وجه المقارنة                                              | اليمن         | غينيا       |
| --------------------------------------------------------- | ------------- | ----------- |
| المساحة (كم2)                                             | 555.00 ألف    | 245.86 ألف  |
| عدد السكان (نسمة)                                         | 28.25 مليون   | 12.72 مليون |
| الكثافة السكانية (ن./كم²)                                 | 50.9          | 51.74       |
| العاصمة                                                   | صنعاء، عدن    | كوناكري     |
| اللغة الرسمية                                             | اللغة العربية | لغة فرنسية  |
| العملة                                                    | ريال يمني     | فرنك غيني   |
| الناتج المحلي الإجمالي (بليون دولار)                      | 18.21 مليار   | 10.50 مليار |
| الناتج المحلي الإجمالي (تعادل القوة الشرائية) بليون دولار | 75.69 مليار   | 15.24 مليار |
| الناتج المحلي الإجمالي الاسمي للفرد دولار أمريكي          | 1.41 ألف      | 531         |
| الناتج المحلي الإجمالي للفرد دولار أمريكي                 |               | 1.22 ألف    |
| مؤشر التنمية البشرية                                      | 0.498         | 0.411       |
| رمز المكالمات الدولي                                      | +967          | +224        |
| رمز الإنترنت                                              | .ye           | .gn         |
| المنطقة الزمنية                                           | ت ع م+03:00   | 00          |

## منظمات دولية مشتركة
يشترك البلدان في عضوية مجموعة من المنظمات الدولية، منها:
| علم المنظمة | اسم المنظمة                               | تاريخ انضمام اليمن | تاريخ انضمام غينيا |
| ----------- | ----------------------------------------- | ------------------ | ------------------ |
|             | يونسكو                                    | 2 أبريل 1962       | 2 فبراير 1960      |
|             | مؤسسة التمويل الدولية                     | 22 مايو 1970       | 22 أكتوبر 1982     |
|             | المركز الدولي لتسوية المنازعات الاستشارية | 20 نوفمبر 2004     | 4 ديسمبر 1968      |
|             | منظمة التعاون الإسلامي                    | ?                  | ?                  |
|             | منظمة حظر الأسلحة الكيميائية              | ?                  | ?                  |
|             | مؤسسة التنمية الدولية                     | 22 مايو 1970       | 26 سبتمبر 1969     |
|             | وكالة ضمان الاستثمار متعدد الأطراف        | 12 مارس 1996       | 5 أكتوبر 1995      |
|             | الاتحاد البريدي العالمي                   | ?                  | ?                  |
|             | منظمة الشرطة الجنائية الدولية             | ?                  | ?                  |
|             | الأمم المتحدة                             | 30 سبتمبر 1947     | 12 ديسمبر 1958     |
|             | البنك الدولي للإنشاء والتعمير             | 3 أكتوبر 1969      | 28 سبتمبر 1963     |